# Afrotachardina brachysetosa
Afrotachardina brachysetosa (лат.) — вид полужесткокрылых насекомых-кокцид рода Afrotachardina из семейства лаковых червецов Kerriidae.

## Распространение
Восточная Африка: Уганда.

## Описание
Мелкие лаковые червецы, длина около 2,5 мм, основная окраска желтовато-оранжеввая.
Питаются соками растений, таких как Annona muricata (Annonaceae).
Вид был впервые описан в 1923 году американским энтомологом Джозефом Чемберлином (Joseph Conrad Chamberlin, 1898—1962) под первоначальным названием Tachardina brachysetosa Chamberlin, 1923. Afrotachardina brachysetosa включён в состав рода Afrotachardina вместе с видом Afrotachardina longisetosa.